# Amilcar Moreira
Amílcar Benassúly Moreira (Cametá, Pará, 19 de abril de 1930) é um político brasileiro. Exerceu o mandato de deputado federal constituinte em 1988. Casou-se com Teresinha de Jesus da Silva Moreira; os dois tiveram uma filha juntos.
Começou carreira política sendo eleito deputado estadual em outubro de 1962, pelo Partido Social Democrático (PSD), assumindo o cargo em 31 de janeiro de 1963, posto ocupado por pouco tempo tendo em vista que com o Golpe de 1964 (a instauração do Ato Institucional  nº 1, AI-1; e a perseguição de adversários do regime), seu mandato acabou por ser cassado assim como seus direitos políticos sendo suspensos por dez anos. Mais tarde, já com o processo de reabertura ocorrendo e depois a promulgação da Lei de Anistia em agosto de 1979, Amilcar Moreira conseguiu reingressar na política, agora filiado ao Movimento Democrático Brasileiro (MDB), que se opunha ao regime militar. Em novembro do mesmo ano o bipartidarismo é extinto, com isso Moreira, no ano que segue, se filia ao Partido do Movimento Democrático Brasileiro (PMDB). 
Passou a exercer o mandato de deputado federal em 5 de outubro de 1988, tentou se reeleger em 1990, mas não conseguiu; Amilcar Moreira não voltou à disputa nos anos de 1994 e 1998. Antes da carreira política ele foi Diretor-presidente das indústrias Maia e Cadiex, em Belém.
Foi homenageado (junto com outros nove ex-deputados, um ex-governador e um ex-vice-governador) durante uma cerimônia ocorrida em 18 de março de 2013 na Assembleia Legislativa do Pará realizada com o intuito de fazer a devolução simbólica do mandato dos políticos cassados pela Ditadura Militar. 